# World Team Cup
De World Team Cup was tot 2012 een jaarlijks terugkerend tennistoernooi van landenteams, voor de mannen. Het toernooi werd gehouden in het Duitse Düsseldorf, op gravel.

## Format
Aan het toernooi deden telkens acht landen mee, die werden verdeeld in twee groepen. Elk team speelde drie wedstrijden en de winnaar van elke groep speelde de finale. Een wedstrijd bestond uit twee enkelspelen en één dubbelspel. Zeven landen plaatsten zich op basis van de stand op de wereldranglijst (het puntentotaal van de twee beste tennissers per land) en het achtste land werd via een wildcard aangewezen.

## Geschiedenis
Van 8 tot en met 15 mei 1978 werd het eerste toernooi georganiseerd. Het toernooi is bedacht door Horst Klosterkemper, die tevens toernooidirecteur was van 1978 tot en met 1999. Van 2000 tot en met 2012 was Dietloff von Arnim de toernooidirecteur. Van 1978 tot en met 1981 vond het toernooi plaats onder de naam „Ambre Solaire Nations Cup“ plaats, van 1982 tot en met 1986 onder de naam „Ambre Solaire World Team Cup“, van 1987 tot en met 1999 onder de naam „Peugeot World Team Cup“, van 2000 tot en met 2010 onder de naam „ARAG World Team Cup“ en als laatst in 2011 en 2012 onder de naam „POWER HORSE World Team Cup“.
Het toernooi werd vanaf 1978 tot 2012 georganiseerd onder auspiciën van de ATP, maar er waren van 1978 tot en met 2008 geen punten voor de ATP-ranglijst te verdienen. Desondanks werd de World Team Cup gezien als een belangrijk toernooi en de ideale voorbereiding op het Grand Slamtoernooi van Roland Garros dat traditiegetrouw een week later van start ging, omdat de deelnemers verzekerd waren van meerdere wedstrijden op hoog niveau op gravel.
De teams die het toernooi het meest wonnen zijn de Verenigde Staten, Duitsland, Spanje, Argentinië en Zweden, elk met vier titels.
Vanaf 2009 werd met Tennis-Point een extra sponsor gevonden, Tennis-Point was al actief als titelsponsor van de Tennisbundesliga. Een andere vernieuwing in 2009 was het feit dat er vanaf dat jaar punten werden vergeven voor de ATP-wereldranglijst voor zowel het enkel- als het dubbelspel.
Door een nieuw vermarkingsconcept, waarbij de televisierechten niet meer centraal door de ATP vermarkt worden, maar door de toernooiorganisatie zelf, hoopte men door meer dan 1.000 uur live-uitzendingen in ondertussen meer dan 200 landen, de gedaalde toeschouwersaantallen te compenseren en het toernooi langdurig op de ATP-kalender te houden. Alleen hierdoor konden sponsoren als de titelsponsor  Power-Horse aan het toernooi verbonden te blijven.
Om de aantrekkingskracht van het toernooi te verhogen, steeg het prijzengeld in 2011 van € 750.000 naar € 800.000, waarvan het winnende team € 260.000 ontving. Het verliezende team uit de finale ontving € 168.000. De beide runners-up uit de groep ontvingen beide € 75.000.
Het was lang onduidelijk hoe het verder zou gaan het het toernooi van 2013. In 2012 liep het lopende contract met de ATP af en de organisatie besloot deze niet te verlengen vanwege financiële problemen door het uitblijven van een hoofdsponsor. In een oude clausule uit het contract met de ATP stond dat de organisatie in Düsseldorf een toernooilicentie voor een regulier ATP World Tour 250 toernooi zou krijgen, wanneer de World Team Cup niet meer zou worden georganiseerd. Vanwege de financiële problemen (schuld van 660.000 euro) besloot de Rochusclub Turnier-GmbH deze licentie op 1 oktober 2012 direct door te verkopen aan de Roemeense ex-tennisser/zakenman Ion Țiriac en aan de Duitse ex-tennisser Rainer Schüttler voor naar verluidt 1,6 miljoen euro. De nieuwe licentiehouders verhuurde de licentie direct terug aan de organisatie van Düsseldorf. Hiermee was het het reguliere 'ATP-toernooi van Düsseldorf' geboren. Rainer Schüttler is 10 jaar ambassadeur geweest van de World Team Cup en heeft met de koop van de licentie het tennis in Düsseldorf kunnen behouden. Dit betekende dus het einde van de World Team Cup.

## Winnaars
| Datum      | Naam                         | Categorie             | ($/€)       | Winnaar               | Finalist          | Uitslag |         |
| ---------- | ---------------------------- | --------------------- | ----------- | --------------------- | ----------------- | ------- | ------- |
| 20-05-2012 | Power Horse World Team Cup   | Toernooien voor teams | € 800.000   | Servië (2)            | Tsjechië          | 3-0     | Details |
| 15-05-2011 | Power Horse World Team Cup   | Toernooien voor teams | € 800.000   | Duitsland (5)         | Argentinië        | 2-1     | Details |
| 16-05-2010 | ARAG World Team Cup          | Toernooien voor teams | € 750.000   | Argentinië (4)        | Verenigde Staten  | 2-1     | Details |
| 17-05-2009 | ARAG World Team Cup          | Toernooien voor teams | € 750.000   | Servië (1)            | Duitsland         | 2-1     | Details |
| 18-05-2008 | ARAG World Team Cup          | Toernooien voor teams | € 902.000   | Zweden (4)            | Rusland           | 2-1     | Details |
| 20-05-2007 | ARAG World Team Cup          | Toernooien voor teams | $ 902.000   | Argentinië (3)        | Tsjechië          | 2-1     | Details |
| 22-05-2006 | ARAG World Team Cup          | Toernooien voor teams | $ 1.176.471 | Kroatië               | Duitsland         | 2-0     | Details |
| 16-05-2005 | ARAG World Team Cup          | Toernooien voor teams | $ 1.000.000 | Duitsland (4)         | Argentinië        | 2-1     | Details |
| 17-05-2004 | ARAG World Team Cup          | Toernooien voor teams | $ 1.350.000 | Chili (2)             | Australië         | 2-1     | Details |
| 19-05-2003 | ARAG World Team Cup          | Toernooien voor teams | $ 1.350.000 | Chili (1)             | Tsjechië          | 2-1     | Details |
| 20-05-2002 | ARAG World Team Cup          | Toernooien voor teams | $ 1.600.000 | Argentinië (2)        | Rusland           | 3-0     | Details |
| 21-05-2001 | ARAG World Team Cup          | Toernooien voor teams | $ 1.650.000 | Australië (3)         | Rusland           | 2-1     | Details |
| 21-05-2000 | ARAG World Team Cup          | Toernooien voor teams | $ 1.650.000 | Slowakije             | Rusland           | 3-0     | Details |
| 16-05-1999 | Peugeot World Team Cup       | Toernooien voor teams | $ 1.650.000 | Australië (2)         | Zweden            | 2-1     | Details |
| 18-05-1998 | Peugeot World Team Cup       | Toernooien voor teams | $ 2.050.000 | Duitsland (3)         | Tsjechië          | 3-0     | Details |
| 19-05-1997 | Peugeot World Team Cup       | Toernooien voor teams | $ 2.050.000 | Spanje (4)            | Australië         | 3-0     | Details |
| 20-05-1996 | Peugeot World Team Cup       | Toernooien voor teams | $ 1.650.000 | Zwitserland           | Tsjechië          | 2-1     | Details |
| 22-05-1995 | Peugeot World Team Cup       | Toernooien voor teams | $ 1.550.000 | Zweden (3)            | Kroatië           | 2-1     | Details |
| 16-05-1994 | Peugeot World Team Cup       | Toernooien voor teams | $ 1.500.000 | Duitsland (2)         | Spanje            | 2-1     | Details |
| 17-05-1993 | Peugeot World Team Cup       | Toernooien voor teams | $ 1.500.000 | Verenigde Staten (4)  | Duitsland         | 3-0     | Details |
| 18-05-1992 | Peugeot World Team Cup       | Toernooien voor teams | $ 1.100.000 | Spanje (3)            | Tsjechië          | 2-0     | Details |
| 20-05-1991 | Peugeot World Team Cup       | Toernooien voor teams | $           | Zweden (2)            | Joegoslavië       | 2-1     | Details |
| 21-05-1990 | Peugeot World Team Cup       | Toernooien voor teams | $ 900.000   | Joegoslavië           | Verenigde Staten  | 3-0     | Details |
| 22-05-1989 | Peugeot World Team Cup       | Toernooien voor teams | $ 750.000   | West-Duitsland (1)    | Argentinië        | 2-1     |         |
| 16-05-1988 | Peugeot World Team Cup       | Toernooien voor teams | $ 750.000   | Zweden (1)            | Verenigde Staten  | 2-0     |         |
| 18-05-1987 | Peugeot World Team Cup       | Toernooien voor teams | $ 750.000   | Tsjecho-Slowakije (2) | Verenigde Staten  | 2-1     |         |
| 19-05-1986 | Ambre Solaire World Team Cup | Toernooien voor teams | $ 500.000   | Frankrijk             | Zweden            | 2-1     |         |
| 20-05-1985 | Ambre Solaire World Team Cup | Toernooien voor teams | $ 500.000   | Verenigde Staten (3)  | Tsjecho-Slowakije | 2-1     |         |
| 21-05-1984 | Ambre Solaire World Team Cup | Toernooien voor teams | $ 531.000   | Verenigde Staten (2)  | Tsjecho-Slowakije | 2-1     |         |
| 02-05-1983 | Ambre Solaire World Team Cup | Toernooien voor teams | $ 450.000   | Spanje (2)            | Australië         | 2-1     |         |
| 03-05-1982 | Ambre Solaire World Team Cup | Toernooien voor teams | $ 450.000   | Verenigde Staten (1)  | Australië         | 2-0     |         |
| 04-05-1981 | Ambre Solaire Nations Cup    | Toernooien voor teams | $ 430.000   | Tsjecho-Slowakije (1) | Australië         | 2-1     |         |
| 05-05-1980 | Ambre Solaire Nations Cup    | Toernooien voor teams | $ 414.000   | Argentinië (1)        | Italië            | 3-0     |         |
| 07-05-1979 | Ambre Solaire Nations Cup    | Toernooien voor teams | $ 250.000   | Australië (1)         | Italië            | 2-1     |         |
| 08-05-1978 | Ambre Solaire Nations Cup    | Toernooien voor teams | $ 200.000   | Spanje (1)            | Australië         | 2-1     |         |

## Media
De organisatie heeft voor de televisiedistributie een deal gesloten met het Zweedse sportagentschap IEC. De laatste jaren distribueerde IEC het toernooi aan maar liefst 192 landen.